# Bahnhof Matō
Der Bahnhof Matō (jap. 間藤駅 Matō-eki) ist ein Bahnhof auf der japanischen Insel Honshū. Er wird von der Bahngesellschaft Watarase Keikoku Tetsudō betrieben und befindet sich in der Präfektur Tochigi auf dem Gebiet der Stadt Nikkō, in der Nähe des früheren Ashio-Kupferbergwerks.

## Beschreibung
Matō ist die nördliche Endstation der nach Kiryū führenden Watarase-Keikoku-Linie der Bahngesellschaft Watarase Keikoku Tetsudō. Nahverkehrszüge mit Halt an allen Zwischenstationen fahren ungefähr alle ein bis zwei Stunden über Ōmama und Aioi nach Kiryū. Hinzu kommen verschiedene touristische Ausflugszüge. An der nahe gelegenen Nationalstraße 122 halten zwei Linien des Stadtbusbetriebs Nikkō, wobei eine von ihnen eine Verbindung zum über 15 km entfernten Bahnhof Nikkō herstellt.

## Anlage
Der nicht mit Personal besetzte Bahnhof steht am nördlichen Rand des industriell geprägten Ortsteils Ashiomachi-Shimamatō. Die ebenerdige Anlage ist von Süden nach Norden ausgerichtet und umfasst ein stumpf endendes Gleis an einem nicht überdachten Seitenbahnsteig, daneben steht an der Westseite das hölzerne Empfangsgebäude. Zwar ist Matō heute die Endstation, doch die Strecke reichte einst noch rund zwei Kilometer weiter bis Ashio-Honzan, wo sich ein Nebeneingang zum Ashio-Kupferbergwerk befand. Dieser Streckenteil war stets dem Güterverkehr vorbehalten, während Reisezüge stets nur bis Matō fuhren. Der eingleisige Bahnhof besaß bis zur Einstellung des Güterverkehrs zwei Gleise. Nach Ashio-Honzan verkehrende Güterzüge mussten im Bahnhofsbereich eine Spitzkehre befahren, von der Überreste erhalten geblieben sind.
Im Fiskaljahr 2019 nutzten täglich durchschnittlich 156 Fahrgäste den Bahnhof.

## Bilder

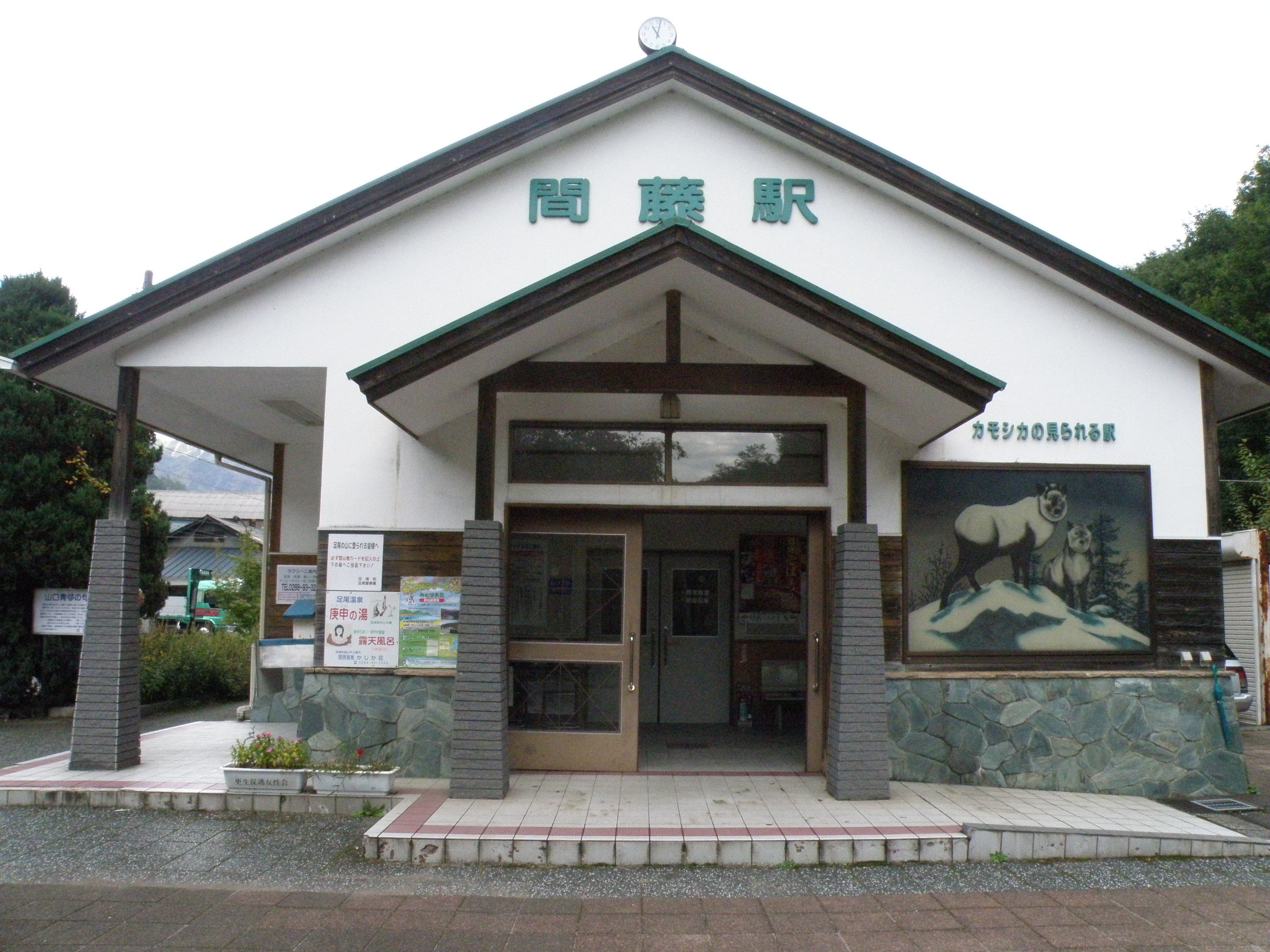
Eingangsbereich
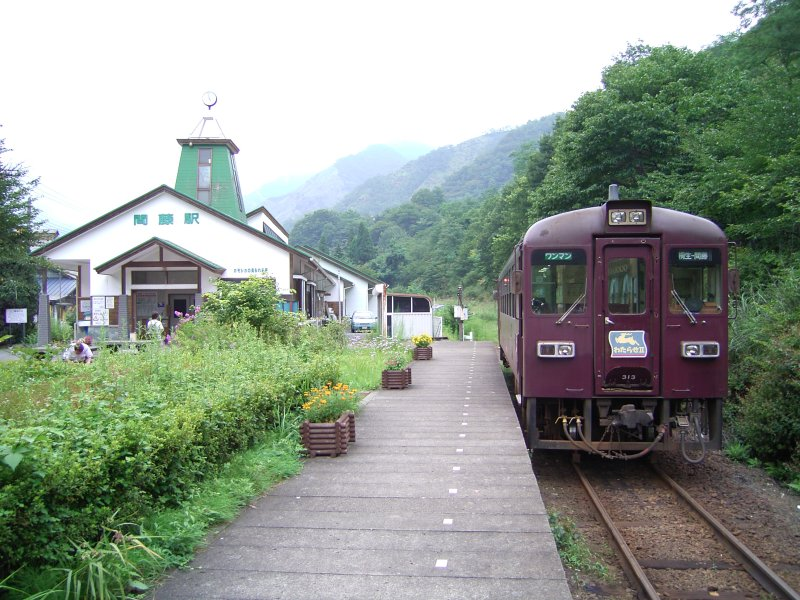
Abfahrbereiter Zug am Bahnsteig
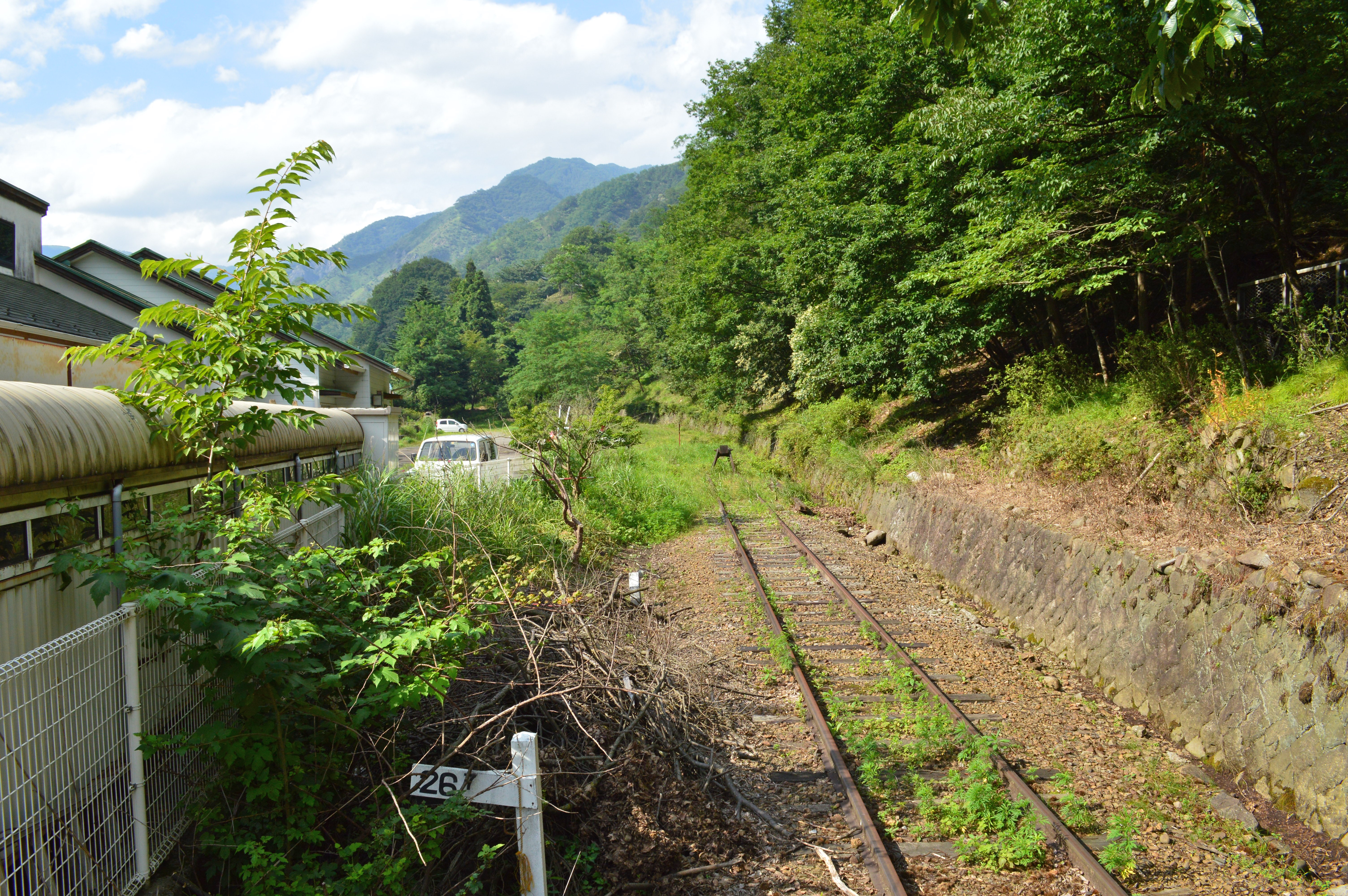
Streckenende

## Linien
| Verlauf der Watarase-Keikoku-Linie |
| --- |
| Kiryū • Shimo-Shinden • Aioi • Undō-kōen • Ōmama • Kami-Kambai • Motojuku • Mizunuma • Hanawa • Nakano • Konaka • Gōdo • Sōri • Haramukō • Tsūdō • Ashio • Matō |

## Geschichte
Die weitgehend vom Unternehmer und Bergwerksbesitzer Furukawa Toranosuke finanzierte Bahngesellschaft Ashio Tetsudō nahm am 25. August 1914 den von Ashio nach Ashio-Honzan führenden Abschnitt der Ashio-Linie (der heutigen Watarase-Keikoku-Linie) in Betrieb. Er war zunächst Güterzügen vorbehalten, die hier ohne Halt durchfuhren. Am 1. November desselben Jahres folgte die Ausdehnung des Personenverkehrs über Ashio hinaus nach Matō. Die gesamte Strecke ging am 1. Juni 1918 aufgrund ihrer überragenden wirtschaftlichen Bedeutung in staatlichen Besitz über. Aus Rationalisierungsgründen stellte die Japanische Staatsbahn am 1. Oktober 1970 den Güterumschlag und die Gepäckaufgabe ein, worauf sie die Spitzkehre entfernte. Im Rahmen der Staatsbahnprivatisierung ging der Bahnhof am 1. April 1987 zunächst an JR East über, die ihn am 29. März 1989 schließlich an die neugegründete Watarase Keikoku Tetsudō abtrat. Am selben Tag endete auch der Güterverkehr und die neue Besitzerin legte den Abschnitt zwischen Matō und Ashio-Honzan still. 1994 wurde das ursprüngliche Empfangsgebäude durch einen Neubau ersetzt.